# Inozit
Az inozit vagy ciklohexán-1,2,3,4,5,6-hexol szerves vegyület, képlete C6H12O6 vagy (-CHOH-)6, egy ciklohexán származék, mely 6 hidroxilcsoporttal gyűrűs, többértékű alkoholt (poliol) alkot. B8-vitaminnak is nevezik, de nem nélkülözhetetlen a szervezetnek, mivel kis mennyiségben az emberi szervezet is elő tudja állítani. 9 féle lehetséges sztereoizomerje van, közülük a cisz-1,2,3,5-transz-4,6-ciklohexánhexol vagy mio-inozit (korábbi néven mezo-inozit vagy i-inozit) a természetben leggyakrabban megtalálható formája. Az inozit a cukoralkoholok közé tartozik, édessége fele a szacharózénak (étkezési cukor).

## Fordítás
Ez a szócikk részben vagy egészben  az   Inositol című angol Wikipédia-szócikk ezen változatának fordításán alapul.  Az eredeti cikk szerkesztőit annak laptörténete sorolja fel. Ez a jelzés csupán a megfogalmazás eredetét és a szerzői jogokat jelzi, nem szolgál a cikkben szereplő információk forrásmegjelöléseként.